# Kaaimaneilanden op de Olympische Jeugdwinterspelen 2012
Kaaimaneilanden was een van de landen die deelnam aan de Olympische Jeugdwinterspelen 2012 in Innsbruck, Oostenrijk.

## Deelnemers en resultaten
(m) = mannen, (v) = vrouwen 

### Alpineskiën
| Olympiër     | Onderdeel | Resultaat | Prestatie |
| ------------ | --------- | --------- | --------- |
| Dean Travers | (m)       |           |           |